# 八幡社 (日進市折戸町)
八幡社（はちまんしゃ）は、愛知県日進市折戸町寺脇に鎮座する神社。

## 歴史
創建時期は文明3年9月とされているが、『日進町誌』によれば、記述の初見は同町誌が所収する『折戸村村内記録帳』（明治11年頃成立）であるという。当地折戸村にかつて存在した吹上城の城主である丹羽氏従が武運長久と万民豊楽を祈るために創建したと『宝泉禅寺開基記』が伝えるという。この書は、境内南側に位置する寺院の寺伝であり、宝泉寺もまた氏従が同時に建てたものである。『郡村徇行記』には明応7年に氏従の子である氏員が父を八幡社に祀ったとの記述があるという。永正年間には既に荒廃し、永禄元年に至って氏清が再建したとされる。
1872年（明治5年）に、近代社格制度における村社に列格された。1907年（明治40年）には米社・明神社・朝日社・秋葉社・山神社の五社を吸収し、第二次世界大戦後に戦没者慰霊の忠霊社を祀っている。

## 境内
境内は本殿のほか、祝詞殿・渡殿・拝殿・社務所・神饌所が配置されている。